# Lorenzo Musetti
Lorenzo Musetti, född 3 mars 2002 i Carrara, är en italiensk professionell tennisspelare.

## Tenniskarriär
Musetti har spelat professionell tennis sedan 2019. Bland hans meriter kan två ATP-titlar nämnas. År 2024 tog han sig till semifinal i Wimbledon. Han ingick i det italienska laget som vann Davis Cup 2023.